# Toverdrank

The Love Potion (liefdesdrank), schilderij van Evelyn De Morgan

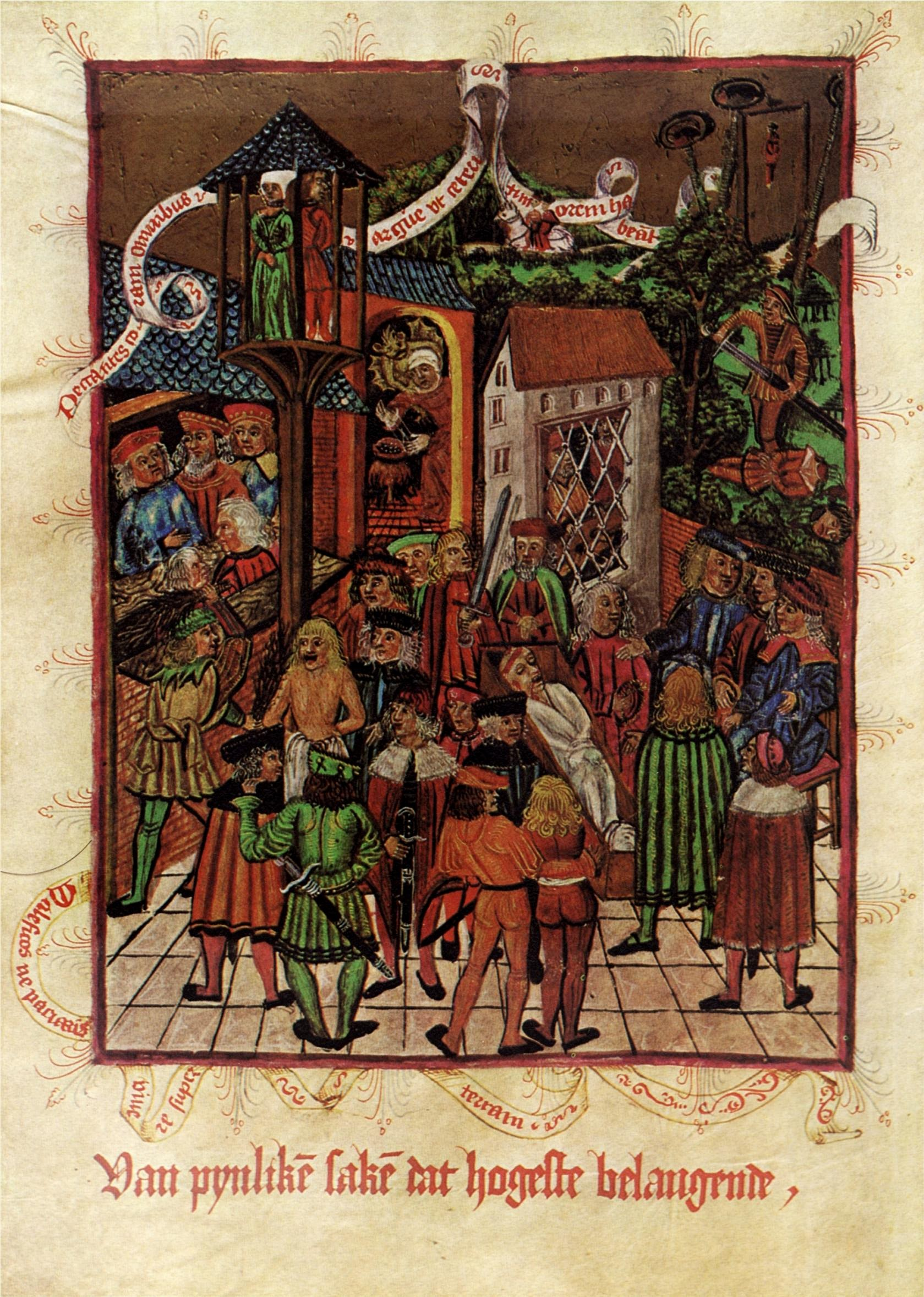
Een vrouw (met een duivel op de rug) brouwt een toverdrank en verschillende manieren van doodstraf, afbeelding uit het Hamburger Stadtrecht (1497)

Een toverdrank is een drankje (al dan niet met medicijn of vergif als ingrediënt) dat gedronken moet worden om een vermeende en bedoelde magische uitwerking te hebben. Het maken van toverdrankjes werd toegeschreven aan zowel magiërs, druïden als heksen.
Gedurende de 19e eeuw werden verschillende soorten toverdrank verkocht door rondreizende oplichters en kwakzalvers, die beweerden dat de drankjes hielpen tegen verschillende ziekten en pijnen. Deze dranken bevatten vaak ingrediënten die wij nu als giftig of ongezond beschouwen, zoals in het volksverhaal Triakel.
In legendes is een toverdrank een brouwsel dat gebruikt wordt om mensen te genezen, beheksen of vergiftigen. Een voorbeeld is de liefdesdrank die in het verhaal van Tristan en Isolde een rol speelt. Het brouwen van verschillende toverdranken maakte ook deel uit van de praktijk van de alchemie en werd geassocieerd met hekserij, zoals in Macbeth. 
Toverdranken komen veelvuldig voor in sprookjes en de literatuur. Zo leert Harry Potter in de boekenserie van J.K. Rowling het brouwen van toverdranken van Severus Sneep, waarbij Potter zowel aan de activiteit als aan de docent een hekel heeft. Sneep is een van de tegenspelers van Potter, waarbij hij symbool staat voor het legendarisch slechte karakter van toverdranken. In de stripboekenreeks Asterix is de toverdrank echter bij uitstek een positief element voor de hoofdrolspelers, die hun onmetelijke kracht ontlenen aan een door de druïde Panoramix gebrouwen drank.
In role-playing games komen toverdranken vaak voor als helende elementen. De toverdranken in het populaire Final Fantasy leidden in Japan tot het op te markt brengen van een drankje genaamd Potion (toverdrank), door de makers van het spel.